# Membranipora
Membranipora is een geslacht van mosdiertjes uit de familie van de Membraniporidae.

## Soorten
- Membranipora arcifera Canu & Bassler, 1929
- Membranipora dorbignyana Canu, 1900  †
- Membranipora hyadesi Jullien, 1888
- Membranipora inornata Hincks, 1881
- Membranipora malaccensis d'Orbigny, 1853
- Membranipora membranacea (Linnaeus, 1767) (Ledermosdiertje)
- Membranipora pachytheca Osburn, 1950
- Membranipora pulchella (Canu & Bassler, 1930)
- Membranipora raymondi Hayami, 1975
- Membranipora rustica Florence, Hayward & Gibbons, 2007
- Membranipora triangularis Winston & Hakansson, 1986
- Membranipora villosa Hincks, 1880

Niet geaccepteerde soorten:
- Membranipora armifesoides → Tegella armiferoides Kluge, 1955
- Membranipora bartschi Canu & Bassler, 1929 → Biflustra bartschi (Canu & Bassler, 1929)
- Membranipora commensalis (Kirkpatrick & Metzelaar, 1922) → Conopeum commensale Kirkpatrick & Metzelaar, 1922
- Membranipora conjunctiva Zhang & Liu, 1995 → Biflustra conjunctiva (Zhang & Liu, 1995)
- Membranipora eriophoroidea Liu, 1992 → Biflustra eriophoroidea (Liu, 1992)
- Membranipora falsitenuis Liu, 1992 → Biflustra falsitenuis (Liu, 1992)
- Membranipora hugliensis Robertson, 1921 → Biflustra hugliensis (Robertson, 1921)
- Membranipora limosa Waters, 1909 → Biflustra limosa (Waters, 1909)
- Membranipora limosoidea Liu, 1991 → Biflustra limosoidea (Liu, 1991)
- Membranipora lingdingensis Liu & Li, 1987 → Biflustra lingdingensis (Liu & Li, 1987)
- Membranipora parasavartii Liu, 1999 → Biflustra parasavartii (Liu, 1999)
- Membranipora paulensis (Marcus, 1937) → Biflustra paulensis (Marcus, 1937)
- Membranipora puelcha (d'Orbigny, 1842)  → Biflustra puelcha (d'Orbigny, 1847)
- Membranipora similis Liu, 1992  → Biflustra similis (Liu, 1992)
- Membranipora tenella Hincks, 1880  → Arbopercula tenella (Hincks, 1880)
- Membranipora tenuis Desor, 1848  → Biflustra tenuis (Desor, 1848)
- Membranipora tuberculatoidea Liu, 1999  → Jellyella tuberculatoidea (Liu, 1999)
- Membranipora varians O'Donoghue & O'Donoghue, 1923  → Chaperia varians (O'Donoghue & O'Donoghue, 1923)
- Membranipora virgata (Canu & Bassler, 1929)  → Biflustra virgata (Canu & Bassler, 1929)